# Toltequidad
Se llama toltequidad (en náhuatl, tōl-tēca-yō-tl, transcrito como toltecáyotl) al conjunto de ideas que explicaban la existencia del Universo, la vida y la conciencia. [cita requerida]
Principalmente se refiere a un texto de Miguel León Portilla, quien dice que la toltecáyotl era un conocimiento que se extendió a lo largo y ancho de Mesoamérica a partir de la ciudad de Teotihuacán.[cita requerida] La toltecáyotl es, entonces, una reconstrucción de las tradiciones culturales que compartieron los pueblos del Anáhuac náhuatl a partir de varias fuentes históricas, pero no se cuenta con un registro específico de ella ni consta la manera en que esta filosofía se traducía en la vida cotidiana de los antiguos nahuas. El primer diccionario de la lengua náhuatl, redactado en el siglo XVI por Fray Alonso de Molina, traduce el término toltecayotl como 'maestría de arte mecánica'.

## Uso moderno
La introducción y difusión de ese título en el mundo académico se debe al antropólogo Miguel León Portilla, quien, en 1980, publicó un libro titulado "Tōltēcayōtl, aspectos de la cultura náhuatl". En ese trabajo, Portilla resume los principales postulados filosóficos, estéticos y teológicos de las culturas mesoamericanas. El investigador Guillermo Marín Ruiz observa:

Si (en el Viejo Mundo) tuvieron el Tao, el hinduismo y el budismo, nosotros tenemos la tōltēcayōtl, el pensamiento filosófico del México antiguo. Si otras civilizaciones tuvieron a Zoroastro, Hermes, Buda, y basaron su alimentación en el trigo, el arroz o la papa, nosotros tenemos a Quetzalcóatl y el maíz... Más que una cultura o etnia, tolteca fue un grado de conocimiento de los hombres sabios del México antiguo, y Teotihuacan fue el centro generador e irradiador de la tōltēcayōtl en todo el Ānahuac.
Historia Verdadera del México Profundo

La toltequidad se basa en una serie de principios que quedaron recogidos en el Huēhuehtlahtōlli o '[libro de] las antiguas palabras', que recoge parlamentos tradicionales conservados por tradición oral y otros documentos. Los principales son los siguientes:

Tengan gran cuidado de buscar la amistad de Aquel que está en todas partes y es invisible e impalpable. Mantengan la paz con todos, por nada del mundo humillen a otra persona. No pierdan el tiempo que nos ha sido otorgado en este mundo, ni de día ni noche, porque el tiempo es sumamente necesario
fray Bernardino de Sahagún, Suma Indiana.

De este modo os convertiréis en toltecas: si adquirís hábito y costumbre de consultarlo todo con vuestro propio corazón
Olmos, Huēhuehtlahtōlli.

No es por la existencia colectiva por lo que Nuestro Señor nos conserva sobre la tierra. ¡Que lleguemos a vivir por mi mérito y por el tuyo!
Códice Florentino, Libro VI.

Te estoy liberando de la tierra, de la oscuridad, de lo sucio y lo mortal. Te estoy desatando de la condición del simio. Soy el gran libertador.¡Adelante, iniciado, esfuérzate!”
Ritual de los Bacabs

### Mēxihcayōtl y Tōltēcayōtl
La mēxihcayōtl, traducido como "mexicanidad", es el legado ideológico de las culturas del altiplano mexicano, en particular la cultura mexica o azteca. De la misma forma que la toltequidad es el legado ideológico de todas las culturas "toltecas", entendiéndose este término como "cultas o civilizadas" que engloba a todas las culturas de Ānahuac (Mesoamérica).[cita requerida]
A partir de una interpretación difundida por el antropólogo Wigberto Jiménez Moreno en un congreso científico en 1941 (Tula y los toltecas según las fuentes históricas. Sociedad Mexicana de Antropología, 1941), el término “tolteca” se ha venido asociando exclusivamente con los moradores de la ciudad de Tula, en el estado de Hidalgo. Sin embargo, Tula (aztequización de Tollan) es el nombre en nahuatl de la capital; fue compartido por ciudades como Teotihuacán, Cholula, Chichén, Tenochtitlan, etcétera. La actual ciudad de Tula, en el estado de Hidalgo, se llamaba antaño Xicocotitla y, si bien llegó a ser capital de un reino nahua, no fue la única ni la más espléndida. Como afirma el Códice Matritense (de informantes mexicas), todos los mesoamericanos cultos eran considerados toltecas:

El tolteca es sabio, es una lumbre, una antorcha, una gruesa antorcha que no ahúma. Hace sabios los rostros ajenos, les hace tomar un corazón. No pasa por encima de las cosas: se detiene, reflexiona, observa… De este modo os convertiréis en toltecas: si adquirís hábito y costumbre de consultarlo todo con vuestro corazón.
Códice Matritense

## Críticas al uso del término
Toltequidad también es el nombre genérico dado al conocimiento tōltēca, o al conocimiento dejado por los antiguos habitantes de Tula (Tollan-Xicocotitlan) (Hidalgo, México). No se utiliza en entornos universitarios ni en análisis arqueológicos. Véase Tōltēcayōtl, aspectos de la cultura náhuatl, de Miguel León-Portilla, antropólogo e historiador mexicano y autoridad principal en materia del pensamiento y la literatura náhuatl. Desde 1988, es investigador emérito de la Universidad Nacional Autónoma de México). 
La validez histórica de la toltequidad como tal tiende a ser polémica. Incluso los historiadores no se ponen de acuerdo en la ciudad de los toltecas que se conocen como tales, y habitualmente se considera a Tula (en el asentamiento conocido como el "Chico") como la base alrededor del año 550, y está muy relacionada con la historia de Quetzalcoatl. Si bien incluso de este hay cuatro orígenes, todos coinciden en indicar a un rey, hijo de Mixcōātl y Chimalma, que después fue adorado como divinidad (energía), y más adelante sería uno de los dioses principales de los mexicas. Si bien los toltecas dieron lugar a la fundación de una ciudad legendaria llamada Tula o Tōllan (Tōl- + -tlan = Capital, el nombre de la ciudad tolteca propiamente dicho era Xicocotitlan).

## Sobre el uso de códices
Debe recordarse que los códices representan ideas en forma de imágenes, por lo que toda traducción que use Códices como fuente, en un sentido religioso o espiritual, debe ser covalidado con instituciones educativas. Debe considerarse que los toltecas históricos no tienen representantes vivos, y que es posible una confusión de mala fe o por accidente entre los toltecas históricos y las traducciones de los códices. Considerando las alteraciones y citas falsas que han sucedido desde la muerte de Carlos Castaneda, debe tomarse en cuenta que citas sin vínculos en línea a códices o textos extraños pueden estar alterados. Según los grupos new age, se conservan varias definiciones indígenas, que posiblemente tenía un contenido espiritual. Las principales son las siguientes afirmaciones, referidas posiblemente a Tlamantine como una acepción filosófica; se empleaba el término Nahualli para describir aquella totalidad de la cual proceden todos los Tonalli (tonales) o seres particulares, tal como vemos en la siguiente cita: «Yohualli ehēcatl nahualli totecuhyo» (Códice Florentino, libro VI, metáfora 70), que literalmente significa «nuestro señor nagual "viento y tinieblas"»; la expresión «viento y tinieblas» es un difraísmo típico de la paremiología náhuatl que significa «intangible», y esto se asocia más a Tezcatlipoca.

## Los Toltecas en las fuentes
Tolteca era un gentilicio genérico, aplicado a todos los moradores de Mesoamérica. Deriva de la raíz Tol-, que significaba en su origen 'tallo, junco', de donde surgió el nombre de la ciudad de Tula o Tollan ('(lugar donde abundan) los juncos') y debido a la tradición cultural de esta ciudad tolteca (originalmente 'habitante de Tula') llegó a adquirir el sentido de 'persona instruida'. Las ideas toltecas recibieron el nombre tōltēcayōtl 'toltequidad' y se componían de fórmulas religiosas, artísticas y científicas que reflejaban la cosmovisión mesoamericana.
La definición de los toltecas como un grupo étnico o histórico es un hecho establecido por los investigadores en una mesa redonda de 1941. En la actualidad, grupos Nueva era afirman cosas muy dispares para justificar el uso nativo del término Tolteca:

Toltecatl, oficial del arte mecánica. Toltecauia, hacer algo el maestro. Tōltēcayōtl, arte de vivir"
Vocabulario Nahuatl-Castellano, Padre Molina, 1571

Tú serás llamado El Tolteca por habernos creado y formado, oh Serpiente Emplumada"
Popol Vuh I.1

El tolteca es sabio, es una lumbre, una antorcha, una gruesa antorcha que no ahúma. Hace sabios los rostros ajenos, les hace tomar corazón. No pasa por encima de las cosas: se detiene, reflexiona, observa
Códice Matritense

El tolteca es un espejo horadado por ambos lados. Suya es la tinta, los códices; él mismo es escritura y sabiduría, camino, guía veraz para otros; conduce a las personas y a las cosas, y es una autoridad en los asuntos humanos
Códice Matritense

El tolteca es cuidadoso; respeta la tradición, posee la transmisión del conocimiento y lo enseña a otros, sigue la verdad. Nos hace tomar un rostro y desarrollarlo, abre nuestros oídos, nos ilumina. Es maestro de maestros
Códice Matritense

En la actualidad, el término 'tolteca' es empleado por diversos grupos de la Nueva era y por los practicantes del neonagualismo. Por otra parte, los grupos que dicen ser de rescate de las raíces de la identidad nacional afirman sin poder demostrarlo haber recuperado el uso original de ese nombre, aplicándolo a toda persona que sigue los principios de vida toltecas, mismos que no son validables por el principio de falsabilidad de Popper o de Falsacionismo

## Neochamanismo
La idea de los grupos de neochamanismo, derivada de la obra literaria del escritor peruano Carlos Castañeda, se resume en que puede llevarse un estilo de vida de respeto a los mayores, para obtener conocimiento y conservarlo sin dañar a otros.
Desde el punto de vista de movimiento de neochamanismo, Ken Eagle menciona en su libro temas parecidos a Carlos Castaneda, con la salvedad que hace relación a elementos del ejército de Estados Unidos (Rangers) en lugar del término usado originalmente por Castaneda, Acechadores o en inglés Stalkers. Dentro del libro el camino Tolteca se narran también situaciones que aparentan ser canalizaciones de extraterrestres, lo que le quita al término seriedad histórica.[cita requerida]
Carlos Castaneda se refiere genéricamente a los Toltecas como los "conservadores de secretos" en su libro el "Segundo Anillo de poder", y se ha creado en los últimos años un movimiento dividido en dos partes, por un lado los libros de Don Miguel Ruiz, mismo que muestra una serie de ideas o principios morales, y por otro una serie de cursos tipo new age, donde se publicita sobre todo el manejo de un retorno a las raíces.[cita requerida]
Hay diversos videos en YouTube hablando del tema pero no hay fuentes confiables que respalden lo dicho por Castañeda o Eagle. Además de que estas nuevas interpretaciones poco tienen que ver con las culturas mesoamericanas, sumando el hecho de que la teoría de los antiguos astronautas es seudocientífica.
Al tratarse de ideas filosóficas que tratan de explicar la naturaleza de la existencia,  no se pueden calificar como falsas o verdaderas. Es necesario someterlas a la experiencia propia.   

## En Wikisource
- Para leer a Carlos Castaneda, Marín, Guillermo

- Wikilibros alberga un libro o manual sobre Toltequidad.

- Datos: Q7814647